# Ліпіни-Гурне-Левкі
Ліпіни-Гурне-Левкі (пол. Lipiny Górne-Lewki) — село в Польщі, у гміні Поток-Гурни Білгорайського повіту Люблінського воєводства.
Населення — 349 осіб (2011).
У 1975-1998 роках село належало до Замойського воєводства.

## Демографія
Демографічна структура станом на 31 березня 2011 року:
|          | Загалом | Допрацездатний вік | Працездатний вік | Постпрацездатний вік |
| -------- | ------- | ------------------ | ---------------- | -------------------- |
| Чоловіки | 171     | 17                 | 129              | 25                   |
| Жінки    | 178     | 31                 | 99               | 48                   |
| Разом    | 349     | 48                 | 228              | 73                   |